# リセウ大劇場

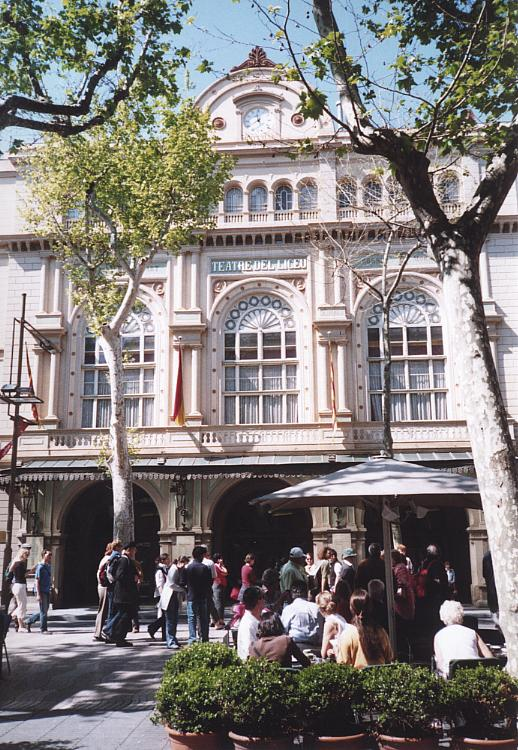
リセウ大劇場

リセウ大劇場(Gran Teatre del Liceu)はスペインのバルセロナに所在するオペラ劇場。バルセロナの目抜き通りランブラス通りのちょうど中間点に位置し、同都市を代表する観光スポットの一つである。従来スペインはオペラでもクラシック音楽でも傍流扱いされることが多かったことから注目度は決して高くなかったが、21世紀に入る前後から実力派のオペラハウスとして急浮上。ドイツオペラ、イタリアオペラ、フランスオペラとマルチに高水準の上演を行う団体として、近年は同劇場で様々なDVDやCDが収録されている。通称 "El Liceu"（エル・リセウ）。
「リセウ大劇場」という和訳は劇場の所在するカタルーニャ自治州の公用語であるカタルーニャ語の名称(Gran Teatre del Liceu)を元にしている。スペイン語では「リセオ大劇場（Gran Teatro del Liceo）」となり、寧ろ近年までこちらの表記が一般的であった。 また「リセウ歌劇場」や単に「リセウ劇場」などと様々な表記が観光ガイドブックやネット上で使われており一様でない。本記事では原語を尊重し「リセウ大劇場」で統一する。

## 沿革
- 1847年：劇場の完成[1]。落成式が行なわれる。
- 1854年：劇場の養成所が学校法人となり音楽院に昇格。（参照：リセウ高等音楽院）
- 1861年：一回目の火災。ステージと客席の部分が全焼。
- 1862年：復元の後、劇場を再開。
- 1893年：爆弾事件の発生。サンティアゴ・サルバドーという無政府主義者が二階客席から爆弾を投げ、20人あまりの死者を出す。
- 1994年：二回目の火災。ステージと観客席が全焼。
- 1999年：劇場を再開。現在に至る。